# 亚历山德拉·哈迪森
亚历山德拉·哈迪森（英語：Alexandra Hedison，1969年7月10日—）是一位美国摄影师、導演及演員。

## 早年生活
哈迪森出生在加州洛杉矶，擁有意大利和亞美尼亞血統。她的父亲是演员David Hedison。她毕业于加利福尼亞大學洛杉磯分校 (UCLA)。

## 职业生涯
哈迪森曾作为演员出现在《拉字至上》中。
作为摄影师，哈迪森曾在世界各地展出自己的作品，包括洛杉矶，纽约和伦敦的画廊和博物馆的个展及联展。她的作品被许多人收藏。
在2008年哈迪森选择巴克萊資本为她的国际赞助。

## 导演作品
- In the Dog House (2005) 动画
- The Making of Suit Yourself (2005) 紀錄片

## 个人生活
哈迪森在2000年到2004年间曾与艾伦·德杰尼勒斯保持恋人关系。2014年4月，哈迪森与交往一年的女友演员茱迪·科士打结婚。